# La Roque-Esclapon
La Roque-Esclapon è un comune francese di 241 abitanti situato nel dipartimento del Var della regione della Provenza-Alpi-Costa Azzurra.

## Società

### Evoluzione demografica
Abitanti censiti